# Елеонора Ангальт-Цербстська
Елеонора Ангальт-Цербстська (нім. Eleonore von Anhalt-Zerbst, 10 листопада 1608 — 2 листопада 1681) — принцеса Ангальт-Цербстська з династії Асканіїв, донька князя Ангальт-Цербсту Рудольфа та принцеси Брауншвейг-Вольфенбюттельської Доротеї Ядвіґи, дружина герцога Шлезвіг-Гольштейн-Зондербург-Норбургу Фредеріка.

## Біографія
Народилась 10 листопада 1608 року у Цербсті. Була другою дитиною, що вижила, й другою донькою в родині князя Ангальт-Цербсту Рудольфа та його першої дружини Доротеї Ядвіґи Брауншвейг-Вольфенбюттельської. Мала старшу сестру Доротею. Мешкала родина у Цербсті.
Матір померла під час пологів, коли дівчинці був рік. Батько після цього впав у глибоку депресію. Наступного разу він оженився за три роки з Магдалиною Ольденбурзькою. Від цього союзу Елеонора мала єдинокровних брата й сестру. 
Рудольфа не стало, коли дівчині було 12 років. Правителем Ангальт-Цербсту проголосили її малолітнього брата Йоганна, який мав лише кілька місяців. Регентом князівства став їхній дядько Август Ангальт-Пльоцкау. В Європі в цей час тривала Тридцятилітня війна.
У віці 23 років Елеонора взяла шлюб із 50-річним герцогом Шлезвіг-Гольштейн-Зондербург-Норбургу Фредеріком. Наречений незадовго перед цим втратив першу дружину та виховував сина. Весілля пройшло 15 лютого 1632 у Нордборзі. Подружжю належав замок Нордборг на острові Альс. Перша дитина пари у травні 1533 року народилася мертвою, однак п'ятеро наступних нащадків пережили батьків. 
Фінансовий стан родини був скрутним. У 1657 році землі Нордборгу були пограбовані шведськими військами, а у липні 1658-го — Фредерік пішов з життя. Наступним правителем герцогства став його син від першого шлюбу. Елеонора отримала в якості удовиної резиденції маєток Естергольм. Від 1653 до 1671 року її сповідником був німецький богослов Крістоф Вільгельм Мегандер, який згодом став вікарієм у Зоммерсдорфі.
У 1669 році пасинок Елеонори остаточно збанкрутів, і герцогство відійшло данській короні. Герцогиня перед цим встигла видати заміж молодшу доньку. Надалі вона продовжувала жити в своєму маєтку, де і пішла з життя 2 листопада 1681 року. Була похована поруч із чоловіком у церкві Егена. У 1813 році їх перепоховали у каплиці Нордборга. За місяць після смерті Елеонори народилась її перша праонука, Єлизавета Саксен-Майнінгенська.

## Родина
Чоловік — Фредерік, герцог Шлезвіг-Гольштейн-Зондербург-Норбургу 
Діти:
- Єлизавета Юліана (1634—1704) — дружина герцога Брауншвейг-Вольфенбюттеля Антона Ульріха, мала тринадцятеро дітей;
- Доротея Ядвіґа (1636—1692) — настоятелька абатства Гандерсгайм у 1665—1678 роках, дружина графа Крістофа Ранцау-Хоенфельда, мала єдиного сина;
- Крістіан Август (1639—1687) — офіцер британського флоту, за деякими свідченнями, був морганатично одруженим,[5] відомостей щодо дітей немає;
- Луїза Амена (1642—1685) — дружина графа Йоганна Фрідріха Гогенлое-Нойнштайн-Орінгенського, мала тринадцятеро дітей;[6]
- Рудольф Фрідріх (1645—1688) — голландський військовик, був одружений з графинею Бібіаною фон Промніц, мав четверо дітей.